# Симарон (Канзас)
Симарон (енгл. Cimarron) град је у америчкој савезној држави Канзас.

## Демографија
По попису из 2010. године број становника је 2.184, што је 250 (12,9%) становника више него 2000. године.
| Група             | 2000.         | 2010.         |
| Белци             | 1.708 (88,3%) | 1.726 (79,0%) |
| Афроамериканци    | 8 (0,4%)      | 3 (0,1%)      |
| Азијати           | 3 (0,2%)      | 9 (0,4%)      |
| Хиспаноамериканци | 190 (9,8%)    | 418 (19,1%)   |
| Укупно            | 1.934         | 2.184         |